# البرتو بنیتو (بازیکن فوتبال، زاده ۱۹۷۲)
البرتو بنیتو (انگلیسی: Alberto Benito؛ زادهٔ ۱۷ ژوئن ۱۹۷۲) بازیکن فوتبال اهل اسپانیا است.
از باشگاه‌هایی که در آن بازی کرده‌است می‌توان به باشگاه فوتبال کادیس و باشگاه فوتبال والنسیا اشاره کرد.
وی همچنین در تیم‌های ملی فوتبال زیر ۱۹ سال اسپانیا و زیر ۲۰ سال اسپانیا بازی کرده‌است.